# Alejandro Galván
Alejandro Galván Rivas (nacido el 23 de enero de 1987 en Guadalajara, Jalisco, México ) es un futbolista mexicano que juega en la posición de mediocampista. Jugó con el Club Deportivo Tapatío, Chivas Rayadas, Leones Negros de la Universidad de Guadalajara, Loros de la Universidad de Colima y fue parte del primer equipo del Club Deportivo Guadalajara.
Llega a las fuerzas básicas del Club Deportivo Guadalajara en 1996, y en 2006 estuvo a pruebas con el Inter de Milán después de haber sido observado en una Copa Chivas. Su debut en la división de ascenso se dio el 21 de octubre de 2006 en un partido entre el Tampico Madero y el Tapatío.
Se ganó la oportunidad de unirse al primer plantel del Guadalajara después de disputar en 2008 el torneo de la Primera División "A" con el  Club Deportivo Tapatío. Salió a la banca por primera vez en el partido contra Club San Luis del torneo Apertura 2008, realizado el 11 de octubre de 2008, también estuvo presente en la banca en el partido contra el Atlante. Fue dado de alta en el plantel que participó en la Copa Sudamericana, entrando en lugar de Julio Nava quien sufrió una lesión.
Después de estar en el primer equipo, pasó a jugar con el equipo de Chivas Rayadas de la Segunda División.
En 2010 pasa a jugar la Liga de Ascenso con los Leones Negros de la Universidad de Guadalajara y para 2011 llega a Loros de la Universidad de Colima.